# Glaucostegus granulatus
Glaucostegus granulatus är en rockeart som först beskrevs av Cuvier 1829.  Glaucostegus granulatus ingår i släktet Glaucostegus och familjen Rhinobatidae. IUCN kategoriserar arten globalt som sårbar. Inga underarter finns listade i Catalogue of Life.